# Episodi di Nero a metà (seconda stagione)
La seconda stagione della serie televisiva Nero a metà, composta da 12 episodi, è stata trasmessa in prima visione e in prima serata su Rai 1 dal 10 settembre all'8 ottobre 2020.
| nº | Titolo                       | Prima TV          |
| -- | ---------------------------- | ----------------- |
| 1  | A cuore aperto               | 10 settembre 2020 |
| 2  | Per cosa si muore            | 10 settembre 2020 |
| 3  | Per dirti addio              | 17 settembre 2020 |
| 4  | Amore senza fine             | 17 settembre 2020 |
| 5  | Quello che resta             | 24 settembre 2020 |
| 6  | Qualcosa di troppo           | 24 settembre 2020 |
| 7  | Quanto è difficile cambiare  | 28 settembre 2020 |
| 8  | Un gioco pericoloso          | 28 settembre 2020 |
| 9  | Promesse                     | 1º ottobre 2020   |
| 10 | L'amore e le sue conseguenze | 1º ottobre 2020   |
| 11 | Verità nascoste              | 8 ottobre 2020    |
| 12 | La resa dei conti            | 8 ottobre 2020    |

## A cuore aperto
Mentre sta comprando il bouquet per il proprio matrimonio, Carlo assiste alla morte di un giovane collega, Paolo Moselli, investito da un'auto pirata. La squadra indaga anche sul furto di un'auto-medica con a bordo un cuore da trapiantare a una giovane, Alessia, e tramite il suo ragazzo risale ai complici.
- Ascolti: telespettatori 3 993 000 – share 18,4%[1].

## Per cosa si muore
Il caso non è risolto poiché dai rilievi emerge che l'auto che ha ucciso il poliziotto non è la stessa dell'episodio dell'auto-medica; Marta, madre di Paolo Moselli e collega di Guerrieri, non riesce a darsi pace e pressa Carlo. La squadra indaga sulla morte di Emanuele Prestucci, volato dal tetto di un palazzo. Intanto Carlo si sposa con Cristina e sta per fare il viaggio di nozze; Alba inizia a frequentare Enea Chiesa, giovane specializzando in Medicina Legale; Malik passa sempre più tempo con Olga che ha continui litigi con il marito Mario Muzo; al termine di una cena di tentata riconciliazione Olga scompare e due giorni dopo viene trovata morta in una cava abbandonata.
- Ascolti: telespettatori 3 784 000 – share 21,4%[1].

## Per dirti addio
Mario, sconvolto, viene raggiunto da Carlo e più tardi, interrogato, racconta di aver litigato con Olga perché secondo lui frequentava un altro uomo. L'indagine passa da subito a Monaschi della Squadra Mobile ma Carlo e Malik, che è convinto della colpevolezza di Mario, non si rassegnano e iniziano un'attività parallela. Nel frattempo la squadra ferma Remo Cerrai, un operaio che ammette di smaltire rifiuti vicino a dove è stata ritrovata Olga. L'autopsia rivela che la donna era alla sesta settimana di gravidanza. Marta Moselli inizia a indagare di nascosto sulla morte del figlio e cerca l'appoggio di Carlo. Muzo viene arrestato quando in un armadio di casa sua viene ritrovato il cellulare di Olga; Carlo capisce subito che qualcuno sta cercando di incastrare il suo amico.
- Ascolti: telespettatori 4 454 000 – share 19,9%[2].

## Amore senza fine
Micaela Carta, non avendo nemmeno condiviso i tracciati telefonici con il collega Monaschi della Mobile, viene accusata di aver consentito a Muzo di occultare delle prove e viene trasferita, mentre il comando del commissariato passa a Guerrieri. Intanto la squadra indaga sul ritrovamento del cadavere carbonizzato di una senzatetto lungo gli argini del Tevere risalendo agli assassini: il ristoratore Manrico Baruggi e il suo avvocato. Alba riprende a cercare la madre mentre Marta Moselli, visionando un video recuperato per lei da Giacomo Nusco, collega e amico suo ma anche di Muzo e Guerrieri, scopre che il figlio è morto tra le braccia di Carlo infuriandosi con lui per non essere stata messa al corrente.
- Guest star: Jerry Mastrodomenico (Manrico Baruggi), Federico Scribani (avvocato Lopari), Nadia Kibout (Sahar).
- Ascolti: telespettatori 4 020 000 – share 22,5%[2].

## Quello che resta
Nel cortile di una scuola vengono ritrovati dei vestiti sporchi di sangue con intorno una strana scritta e la squadra dovrà risalire al responsabile della scomparsa del giovane Simone. Intanto Muzo va ai domiciliari e Malik, scontrandosi una sera con lui, capisce che non c'entra con la morte di Olga. La Moselli ritrova bruciata l'auto pirata che ha ucciso il figlio e Alba chiede a Malik di aiutarla a cercare la madre. Si scopre che qualcuno ha messo di proposito il cellulare di Olga a casa di Muzo entrando di nascosto. Il rapporto tra Guerrieri e la moglie si sta già incrinando.
- Altri interpreti: Leonardo Della Bianca (Ludovico Silla)
- Ascolti: telespettatori 4 790 000 – share 20,2%[3].

## Qualcosa di troppo
Allarmati dalla portinaia, i poliziotti trovano morto dissanguato in casa il signor Cosimo Pinai; collabora al caso anche la psicologa Monica Porta e alla fine sarà la nipote a confessare che aveva bisogno di liquidità e che durante un litigio accidentalmente Pinai si è trafitto.
Carlo racconta a Muzo che secondo lui Olga ha scoperto qualche cosa collegata a Paolo Moselli, il quale quindi non è stato investito per caso ma ucciso di proposito. Sull'auto di Moselli vengono difatti ritrovate tracce di amianto come anche a casa di Muzo: l'assassino deve essere lo stesso.
- Ascolti: telespettatori 4 352 000 – share 22,4%[3].

## Quanto è difficile cambiare
Mentre Muzo è appena tornato in servizio, l’assistente sociale Paola De Vecchio viene trovata morta nel suo garage; dopo poco viene arrestato l’ex compagno della donna poiché le sue impronte vengono trovate ovunque ma in realtà Guerrieri e Muzo scoprono che ad ucciderla è stato il marito di una sua assistita nascosta in una casa protetta. 
Intanto la squadra e Marta Moselli continuano a fare delle ricerche sugli ultimi giorni di vita di Paolo. Cristina, convinta che Carlo la stia tradendo con Marta, dopo essere stata sul punto di andarsene di casa, si confida con Alba. La ragazza va in Svizzera, dove viene raggiunta da Malik: trova la madre ma vedendola con un'altra figlia si blocca e si allontana; nonostante il feeling con Enea, finisce di nuovo a letto con il poliziotto.
- Guest star: Elisabetta Cavallotti (amica di Paola De Vecchio), Margherita Laterza (Clara Guerrieri).
- Ascolti: telespettatori 4 862 000 – share 19,21%[4].

## Un gioco pericoloso
Fabio Zimpanelli, personal trainer di uno sporting club, viene ritrovato nel suo letto morto per avvelenamento. Le indagini si concentrano sulla famiglia della sua amante Alina Pacena, ovvero il marito Dante e la figlia Debora; quest'ultima confessa di essere la colpevole: voleva uccidere la madre perché tradiva continuamente Dante e voleva scappare con Fabio, ma era stato il personal trainer a rimetterci invece la vita. Sembra essere tornato il sereno tra Cristina e Carlo dopo che lui ha rifiutato la richiesta di trasferimento nel suo commissariato di Marta, la quale però continua a essere insistente con il collega. Cantabella si scontra con Lisi poiché questi vuole far valere i suoi diritti come padre biologico della figlia di Cinzia. Nel frattempo tale Michele Lizzetto confessa di aver proposto un lavoro sporco per conto di uno spacciatore in ascesa a Paolo Moselli, il quale però aveva rifiutato. Giacomo Nusco, collega di Muzo e della Moselli, scopre che anche il suo cellulare, come quelli di Olga, Muzo, Paolo e Marta, era tenuto sotto controllo e, dopo aver comprato un nuovo telefono, viene accoltellato fuori dal suo garage.
- Guest star: Alessia Scriboni (Debora).
- Ascolti: telespettatori 4 524 000 – share 21,75%[4].

## Promesse
Alba si accorge che Nusco è ancora vivo e riesce a salvargli la vita; nella giacca dell'uomo vengono trovati 3 000 euro in contanti e la Repola scopre che stava per riparare in Belize. Fontana, collega di Nusco, trova che i telefoni di Muzo, di Olga, dei Moselli, di Nusco, oltre che hackerati, sono stati resettati dal misterioso killer prima dell'agguato; inoltre esce fuori che nel commissariato sono stati tenuti sotto controllo anche i cellulari di Carlo e di Malik dopo la morte di Moselli. Si risale al fatto che i veri obiettivi del killer erano Muzo e Marta (ecco perché sono stati uccisi i loro cari, Olga e Paolo) e appunto Nusco il quale, avendo intuito ciò, stava per fuggire. 

Nel frattempo Malik indaga sulla morte della studentessa Giuditta, coinquilina della sua amica Sahar la quale, insieme al figlio Alex, viene accolta nella casa famiglia sotto la custodia della psicologa Monica Porta, nuova fiamma del poliziotto. Sahar alla fine confessa che la ragazza è morta cadendo dalle scale dopo un duro litigio tra loro due; il piccolo Alex, scappato dalla struttura, estrae una pistola e spara a Malik. Intanto Lisi insiste con la Repola per il riconoscimento della figlia turbando non poco Cantabella; Carlo va via di casa dopo aver raccontato alla moglie Cristina di essersi innamorato di Marta.
- Guest star: Nadia Kibout (Sahar), Diego Verdegiglio (medico).
- Ascolti: telespettatori 5 034 000 – share 20,80%[5]

## L'amore e le sue conseguenze
Malik viene medicato da Alba per non andare al pronto soccorso e per evitare di mettere nei guai Alex; riprende poi le ricerche del bambino che spunterà in commissariato raccontando a Carlo di aver sparato al suo collega. Cantabella e Guerrieri ormai sono coinquilini dormendo insieme in commissariato a causa dei rispettivi problemi di coppia e Carlo inizia a lasciarsi andare con Marta. Alba si scontra con il padre dopo avergli raccontato di aver trovato la madre, lui subito dopo se la prende con Malik per non averlo interpellato, salvo poi riappacificarsi con entrambi. Muzo e la Moselli sono convinti di essere finiti nel mirino di Graziano Imardi, protagonista di un vecchio caso di sfruttamento della prostituzione vent'anni prima e incastrato da loro come infiltrati; l'uomo si è reso irreperibile appena è uscito dal carcere. La squadra, dopo aver sentito Lucia Lanovo, una delle sue vittime ai tempi che ammette di averlo incontrato sia in carcere che fuori, fa irruzione in un vecchio cantiere di proprietà di Imardi rinvenendo delle cose di Olga; intanto il misterioso uomo sta cercando di agganciare un'infermiera dell'ospedale per eliminare Nusco.
Erion Coriza, un ragazzo albanese che aveva fatto il concorso per entrare in polizia rinunciando però dopo l'infarto del padre, viene ritrovato morto in una discarica; un suo amico racconterà che Erion era finito nel giro della boxe clandestina indebitandosi. Durante una retata viene arrestato Cherzi, organizzatore degli incontri, che aveva fatto pestare a sangue Erion fino a ucciderlo.
- Guest star: Riccardo Leonelli (Leonardo Sfera), Chiara Tron (Sara Luppi), Roberta Spagnuolo (Lucia Lanovo), Francesco Meoni (Sepis), Hossein Taheri (Anil Coriza).
- Ascolti: telespettatori 4 675 000 – share 23,30%[5].

## Verità nascoste
Dietro a una parete nel cantiere viene ritrovato il cadavere mummificato di Imardi, che quindi non può essere il killer. Si indaga ora su Leonardo Sfera, uscito da poco dal carcere dove era recluso per l’omicidio della fidanzata Xenia, una delle ragazze sfruttate da Imardi; particolare è che il corpo di Olga sia stato ritrovato nella stessa posizione di quello di Xenia.
Muzo, dopo aver rivelato a Guerrieri di avere intenzione di lasciare la Polizia, è sul punto di spararsi ma viene fermato dall’amico; successivamente torna in servizio.
Sfera potrebbe essere stato aiutato negli hackeraggi da Vinicio Zambra, esperto informatico e suo vecchio compagno di cella; Guerrieri con uno stratagemma incarica la sua informatrice Ottavia di rubargli lo zaino.
Si scopre che ad uccidere Xenia non è stato Sfera ma probabilmente Nusco, dato che sulla scena venne ritrovato un cercapersone della Polizia.
Nel frattempo Enea, violando la legge, rivela dei dettagli sull'autopsia di tale Fabrizio, atleta morto per arresto cardiaco, a un amico di questi, Antonio Chieri, il quale poco più tardi viene ucciso a colpi di pistola mentre sta consegnando delle pizze. Ad ucciderlo si scopre essere stato il compagno della madre poiché Antonio aveva capito che l'autopsia dell’amico era fasulla e voleva denunciare il fatto.
- Guest star: Riccardo Leonelli (Leonardo Sfera), Chiara Tron (Sara Luppi).
- Ascolti: telespettatori 5 433 000 – share 22,10%[6].

## La resa dei conti
Zambra si presenta in commissariato per ritirare il suo zaino e, venendo subito interrogato, confessa di aver incontrato Sfera negando però di essere coinvolto. Il killer è riuscito ad agganciare l'infermiera dell'ospedale Sara Luppi iniziando con lei una relazione.
A sorpresa si presenta a Roma Clara, la madre di Alba, per costituirsi e Carlo la fa arrestare da Malik.
Guerrieri e Soprani si recano in ospedale perché intuiscono che Nusco, appena risvegliatosi, possa essere in pericolo. Difatti avviene una esplosione nel reparto. Sul posto sono accorsi anche Cantabella e la Repola che viene presa in ostaggio da Sfera, il quale riesce poi a dileguarsi dopo averla lasciata andare. 
Nusco confessa di aver amato Xenia e che la ragazza è morta per incidente dopo un litigio.
Marta capisce che complice di Sfera è stata Lucia Lanovo, una delle ragazze sfruttate, che in commissariato ammette di averlo aiutato a trovare Imardi e di avergli raccontato di Nusco. La Moselli trova da sola il nascondiglio di Sfera, l’ultimo posto dove lui era stato con Xenia, e viene salvata da Guerrieri, che la distoglie dal vendicarsi. Sfera ha quindi ucciso Imardi poiché aveva sfruttato Xenia, Olga e Paolo per colpire Muzo e Marta colpevoli di non aver aiutato Xenia e ha tentato di eliminare Nusco appunto per la morte della sua donna. Nonostante l’epilogo, Carlo è amareggiato per il fatto che Marta gli ha mentito fino all’ultimo per fare di testa sua.
Nel finale Cantabella e la Repola, incinta e riappacificatasi con Lisi, si sposano e al matrimonio sono presenti anche Malik con Monica e Alba con Enea; Carlo trova sul vetro della macchina una lettera di scuse di Marta e viene chiamato per investigare su un furto che lascia il finale con un cliffhanger.
- Guest star: Riccardo Leonelli (Leonardo Sfera), Chiara Tron (Sara Luppi), Roberta Spagnuolo (Lucia Lanovo), Margherita Laterza (Clara Guerrieri).
- Ascolti: telespettatori 4 927 000 – share 24,30%[6].